# Акташка (приток Джарлы)
Акта́шка — река в России, протекает в Оренбургской области. Устье реки находится в 48 км по правому берегу реки Джарлы. Длина Акташки составляет 22 км. В 3 км от устья по левому берегу впадает река Аршалы.

## Данные водного реестра
По данным государственного водного реестра России, Акташка относится к Уральскому бассейновому округу. Водохозяйственный участок реки — Урал от Ириклинского гидроузла до города Орск. Речного подбассейна Акташка не имеет, а её речной бассейн — Урал (российская часть бассейна).
Код объекта в государственном водном реестре — 12010000412112200003130.